# Discopeltis mashona
Discopeltis mashona är en skalbaggsart som beskrevs av Louis Albert Péringuey 1907. Discopeltis mashona ingår i släktet Discopeltis och familjen Cetoniidae. Inga underarter finns listade i Catalogue of Life.